# Desmond Morris (zoológus)
Desmond John Morris (Purton, Wiltshire, Anglia, 1928. január 24. –) brit zoológus, etológus, antropológus, emellett szürrealista festő, TV személyiség, népszerű könyvek szerzője.

## Életútja

### Korai évek
1928. január 24-én született egy Purton nevű faluban, Swindon mellett, az angliai Wiltshire-ben. Apja, Harry Morris, gyermekeknek szóló sci-fi könyvek szerzője volt, anyja, Marjorie Morris. 1933-ban Swindonba költözött a család és 1951-ig ez a város volt az otthona. Ez idő alatt fordult az írás és a természettudományok felé egyaránt. Nagy hatással volt rá dédapja, William Morris, aki a helyi újság alapítója és egyben lelkes viktoriánus természetbúvár volt.1941-ben bekerült a bentlakásos Dauntsey iskolába, ahol intenzíven érdeklődött a zoológia iránt és teljesen magával ragadta a modern vizuális művészet. 1946-ban két évre besorozták a nemzeti szolgálathoz. Ezalatt a Chisledon Katonai Akadémia képzőművészeti lektora lett és komolyan kezdett a festőművészettel foglalkozni. 1948-ban megtartotta első önálló kiállítását a Swindon Művészeti Központban.

### Egyetemi évek, pályakezdés
Miután leszerelt, beiratkozott egyetemi hallgatónak a Birmingham-i Egyetem zoológiai karára. m 1950-ben Joan Miróval közösen megtartották első szürrealista festményekből álló kiállításukat a London-i Galériában, Eduard Mesens, belga szürrealista rendezésével. Morris eközben folyamatosan foglalkozott az írással is és két szürrealista filmet is rendezett, a Time Flower-t és a Butterfly and the Pin-t. 1951-ben számos kiállítása volt, köztük a Nemzetközi Művészeti Fesztiválon, Belgiumban.
Ez év őszén, ösztöndíjasként átkerült az Oxfordi Egyetem zoológiai szakára. Itt az állati viselkedést kutatta, hogy később ebből doktoráljon és Dr. Nikolaas Tinbergennel dolgozott együtt. Tanulmányai középpontjában a reproduktív kommunikációs rendszerek álltak. 1952-ben szintén saját kiállítást tartott az Oxford-i Ashmolean Múzeumban, majd júliusban megnősült. Felesége, Ramona Baulsch, az Oxfordon végzett, történelem szakon. Ebben az évben jelent meg első tudományos írása az állatok magatartásáról a Behavior című folyóiratban. Ezt követte 47 tudományos cikk a következő 15 év alatt. 1954-ben megkapta PhD-ját a tüskéspikó reproduktív magatartásáról írt tanulmányáért.

### Kutatásai, könyvei, média tevékenysége
Postdoktori kutatásait az Oxfordon kezdte, a madarak reprodukciós magatartását vizsgálva. 1956-ban Londonba költözött és a Granada TV és Film részleg igazgatója lett a Zoológiai Társaságnál. Filmeket és TV műsorokat rendezett az állatok viselkedéséről és más zoológiai témákban. Kutatási projektet indított az emberszabásúak képkészítő képességeinek tanulmányozására. 1957-ben kiállítást rendezett csimpánzok festményeiből és rajzaiból a Modern Művészetek Intézetében, Londonban. 1958-ban, szintén Londonban, a Royal Festival Hall-ban megrendezett egy kiállítást The Lost Image címen, ahol emberszabású majmok, csecsemők és felnőtt emberek képeit állították ki.

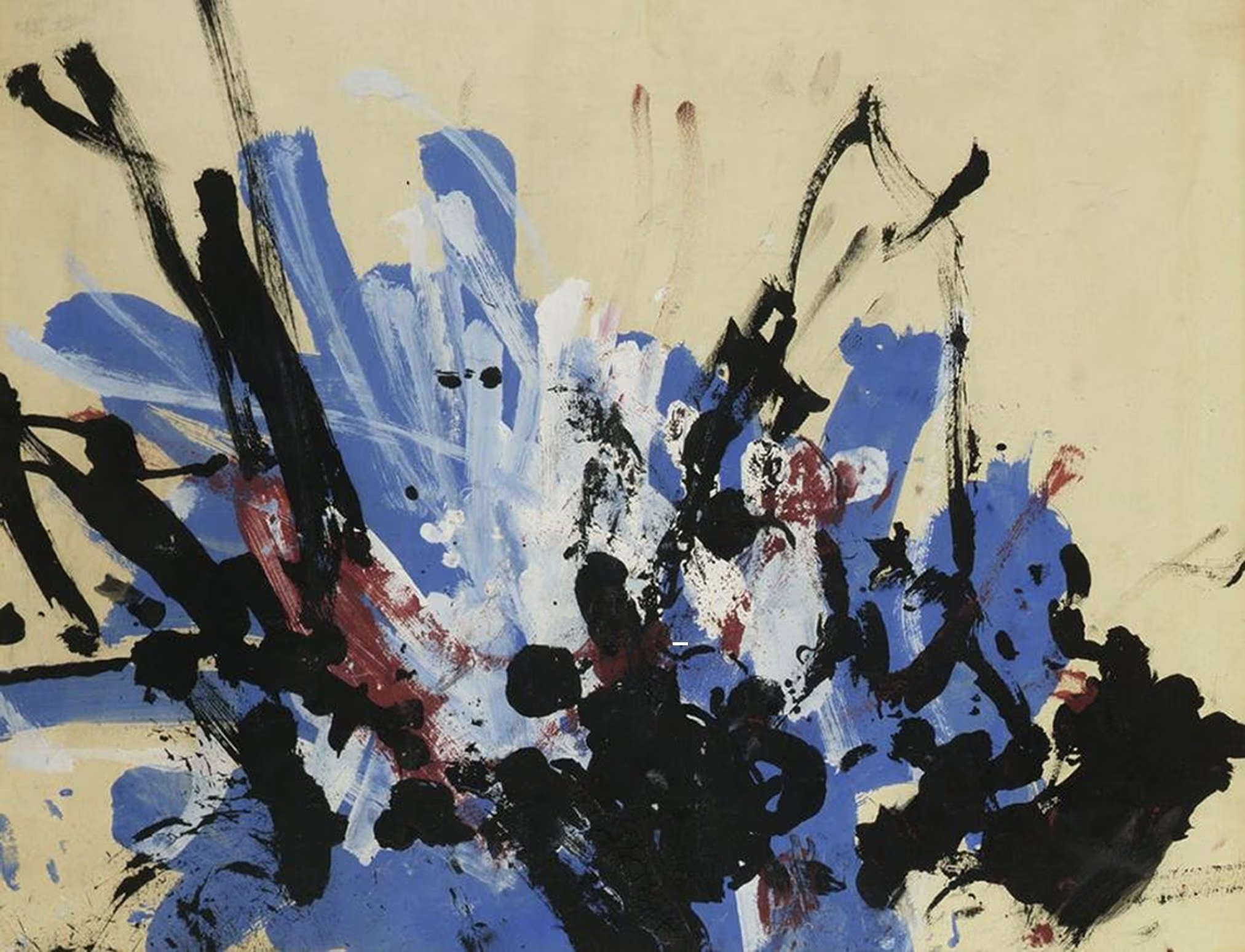
A Kongó nevű csimpánz alkotása

Első tudományos könyvét, a The Reproductive Behavior of the Ten-spined Stickleback-et is 1958-ban adták ki, együtt első gyermekeknek szóló könyvével, a The Story of Congo-val. Egy évvel később, 1959-ben, azután, hogy három éven át volt a Zootime című műsor házigazdája, otthagyta a Granada TV-t és a Zoológiai Társaság kurátora lett. Az elkövetkezendő nyolc évben meg is őrizte ezt a pozícióját és újra rendezett TV műsorokat a Granadánál és a BBC-nél is. A Zootime-ból összesen 500 részt rendezett és volt a házigazdája, míg a BBC2-n futó Life in the Animal World-nak 100 alkalommal volt rendezője és műsorvezetője.
Társszerzője lett a International Zoo Yearbook-nak a megjelenés első négy évében. 1961-ben publikálta Curious Creatures című könyvét, majd egy évvel később, 1962-ben a The Biology of Art-ot, ami az emberszabásúak képkészítő magatartásáról és kapcsolatukról a művészetekhez szól. Ennek későbbi kiadásai számos országban megjelentek, többek közt Magyarországon is. Ettől az évtől kezdve folyamatosan jelentek meg tudományos könyvei és gyermekkönyvei egyaránt több nyelven. 
1967-ben a Primate Ethology szerkesztője lett és megjelent a The Naked Ape című könyve. Ez év tavaszán a Londoni Állatkert kurátora és a Kortárs Művészetek Intézetének vezető rendezője lett. A The Naked Ape című könyv nem várt sikert hozott a számára, így feleségével Máltára költöztek, ahol Morris az írásra koncentrálhatott és szabadidejét újra a festésnek szentelhette. Itt született meg fiuk, Jason. 1969-ben megírta a The Human Zoo-t a The Naked Ape folytatását.
1973-ban visszatért Londonba, hogy újra Niko Tinbergen állati viselkedést kutató csoportjával dolgozzon, folytatva eközben az emberi viselkedésminták tanulmányozását. 1974-ben, első kiállítását követően 20 évvel, megrendezte szürrealista festményeinek bemutatását a Stooshnoff Képzőművészeti Galériában. 1976-ban egy rövid időre visszatért Swindonba, hogy itt megrendezze 30 évnyi festményeiből kiállítását. Ettől az évtől kezdve, folyamatosan jelentek meg könyvei és újra feltűnt a TV képernyőn is, többek közt Sarah Kennedyvel az Animal Country-ban. 1997-ben Jason fia feleségül vette Annie Reeves-t és megszületett unokája, Matilda. Egy évvel később 37000 mérföldes Föld körüli úton vett részt meglátogatva 21 országot 3 hónap alatt. Desmond Morris napjainkig évente publikál, tart kiállításokat és folyamatosan úton van újabb kutatásaihoz anyagot gyűjtve. Legújabb könyvét 2010. október 18-án adták ki Londonban Child-How children think, learnand grow in early years címmel.
A népszerű angol író számos könyve magyar nyelven is hozzáférhető közkönyvtárainkban.

## Kötetei magyar nyelven (válogatás)
- A csupasz majom (The naked ape); utószó Csányi Vilmos, ford. Hernádi Miklós; Európa, Bp., 1989, 182 p. [28] t. ill. ISBN 963-07-498-74 (evolúció, etológia)
- Testközelben. Az emberi faj útikalauza; ford. Demeter Mária et al.; Gondolat, Bp., 1990
- Miért csinálja...? A macska. Nélkülözhetetlen útmutató a macskák viselkedéséhez; ford. Nemes Ágnes; Európa, Bp., 1990
- Miért csinálja...? A kutya. Nélkülözhetetlen útmutató a kutyák viselkedéséhez; ford. Udvarhelyi Hanna; Európa, Bp., 1990
- Állatlesen. Az állatok viselkedésének terepkalauza (Animalwatching); ford. Szilágyi Tibor; Európa, Bp., 1992, 255 p. ISBN 963-07-5471-1 (etológia)
- Babafigyelőben; ford. Kiss Zsuzsa; Park, Bp., 1993
- Miért csinálja...? A ló; ford. Bartos Tibor; Európa, Bp., 1993
- Az állati jogok szerződése (The animal contract); ford. Szappanos Gábor; Európa, Bp., 1995 (Mérleg, ISSN 0231-2433), 233 p. ISBN 963-07-5804-0 (állatvédelem)
- Az emberállat. Személyes vélemény az emberi fajról (The human animal); ford. Káldos Zsolt; Magyar Könyvklub, Bp., 1997, 222 p. ill. ISBN 963-548-532-8 (magatartáspszichológia)
- Kutyavilág. A kutya testbeszéde; ford. Fazekas István; Magyar Könyvklub, Bp., 2000
- A boldogság természete; ford. Körmendy Ágnes; Partvonal, Bp., 2005
- A csupasz nő. Tanulmány a női testről (The naked woman); ford. Draskóczy Piroska; Dialóg Campus, Bp.–Pécs, 2007, 295 p., ill. ISBN 978-963-7296-34-5 (kultúrantropológia)
- Kisbaba. Az első két év bámulatos története; ford. Németh Anikó Annamária; Gabo, Bp., 2008

## Fordítás
- Ez a szócikk részben vagy egészben  a   Desmond Morris című német Wikipédia-szócikk fordításán alapul.  Az eredeti cikk szerkesztőit annak laptörténete sorolja fel. Ez a jelzés csupán a megfogalmazás eredetét és a szerzői jogokat jelzi, nem szolgál a cikkben szereplő információk forrásmegjelöléseként.